# Ulica Płochocińska w Warszawie
Ulica Płochocińska – ulica w warszawskiej dzielnicy Białołęka, o długości 7,8 km.

## Przebieg i ruch uliczny
Ulica biegnie wzdłuż lewego brzegu Kanału Żerańskiego, od ul. Modlińskiej do granicy miasta (dalej przechodzi w ul. Jana Kazimierza). Stanowi fragment drogi wojewódzkiej nr 633. Ma po jednym pasie ruchu w obu kierunkach.
Ulica nie posiada drogi rowerowej. Przebiegają przez nią trasy autobusów komunikacji miejskiej.

## Nazewnictwo
Na przestrzeni lat ulica posiadała różne nazwy:
- do 12 kwietnia 1954: Marcelińska,
- 12 kwietnia 1954 – 3 maja 2012: Płochocimska.

## Ważniejsze obiekty
- Kanał Żerański
- stacja kolejowa Warszawa Żerań
- kompleks dawnej Żerańskiej Fabryki Elementów Betoniarskich „Faelbet” (w tym najgłębszy basen w Polsce[2])
- Cementowania Warszawa (oddział Dyckerhoff Polska)
- zajezdnia autobusowa Miejskich Zakładów Autobusowych